# Contea di Rush (Indiana)
La contea di Rush (in inglese Rush County) è una contea dello Stato dell'Indiana, negli Stati Uniti. La popolazione al censimento del 2010 era di 17 392 abitanti. Il capoluogo di contea è Rushville.
È attraversato dal Big Blue River e dal Flat Rock Creek.

## Storia
La contea di Rush è stata costituita il 1 aprile 1822. È stata nominata in onore del Dr. Benjamin Rush, uno dei padri fondatori degli Stati Uniti che hanno firmato la Dichiarazione di indipendenza il 2 Luglio 1776.

## Geografia

La contea si trova nella parte centrale dell'Indiana. L'U.S. Census Bureau certifica che l'estensione della contea è di 1057,90 km², di cui 1057,02 km² composti da terra e i rimanenti 0,88 km² composti di acqua.

### Contee confinanti
- Henry County (nord)
- Fayette County (est)
- Franklin County (sudest)
- Decatur County (sud)
- Shelby County (ovest)
- Hancock County (nordovest)

### Strade principali
- Interstate 74**
- U.S. Route 52
- Indiana State Road 3
- Indiana State Road 44
- Indiana State Road 244
  - Interstate 74 clips the southwestern corner of Rush County

## Geografia antropica

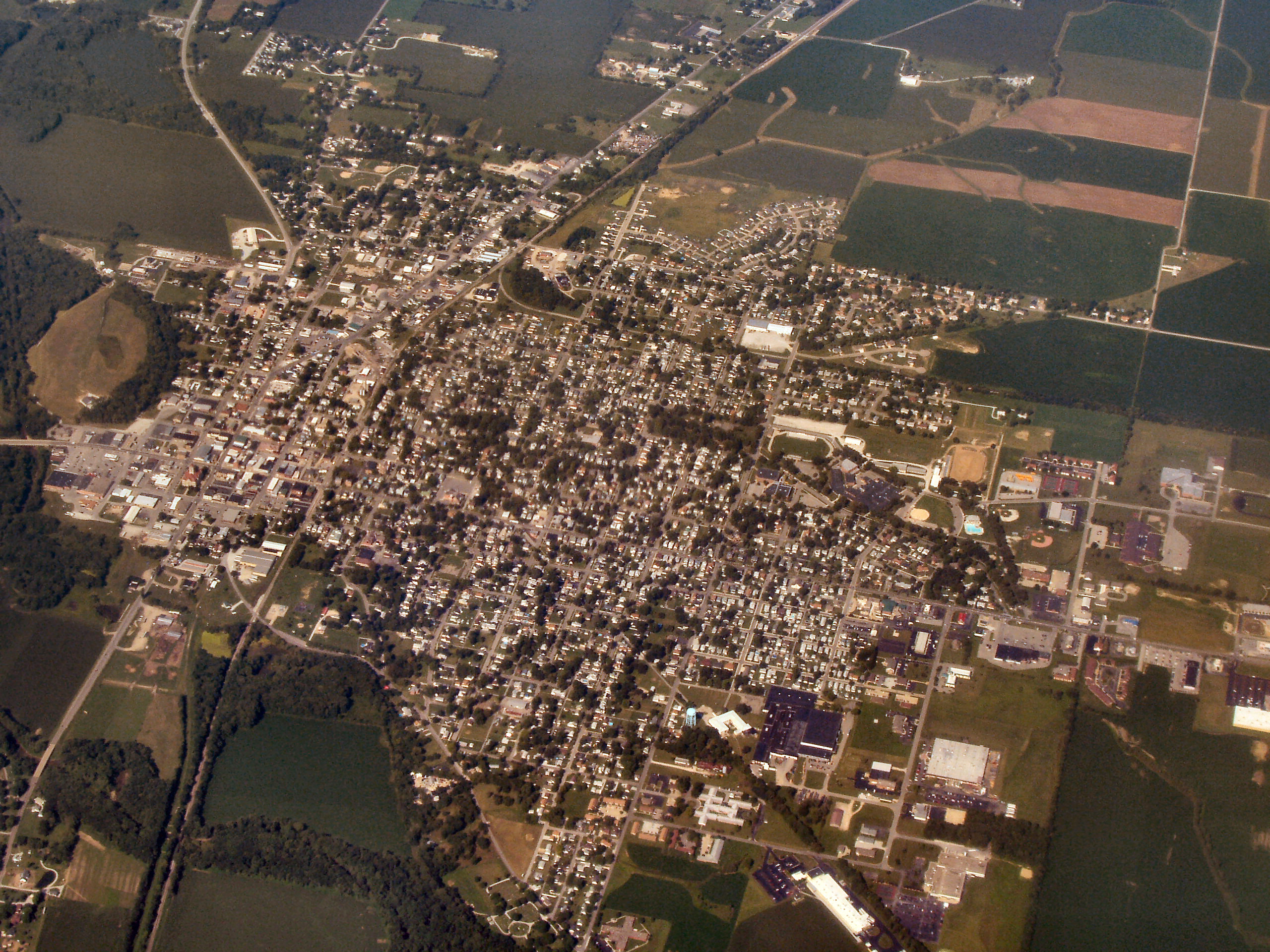
Rushville from the air.

### Città
- Rushville

### Towns
- Carthage
- Glenwood

### Census-designated places
- Arlington
- Manilla
- Milroy

### Unincorporated towns
- Boyd
- Charlottesville
- Circleville
- Fairview
- Falmouth
- Farmers
- Farmington
- Gings
- Gowdy
- Henderson
- Henry
- Homer
- Mauzy
- Mays
- Moscow
- New Salem
- Occident
- Raleigh
- Richland
- Sexton
- Sulphur Spring
- Williamstown

### Townships
- Anderson
- Center
- Jackson
- Noble
- Orange
- Posey
- Richland
- Ripley
- Rushville
- Union
- Walker
- Washington